# Воуденфриск

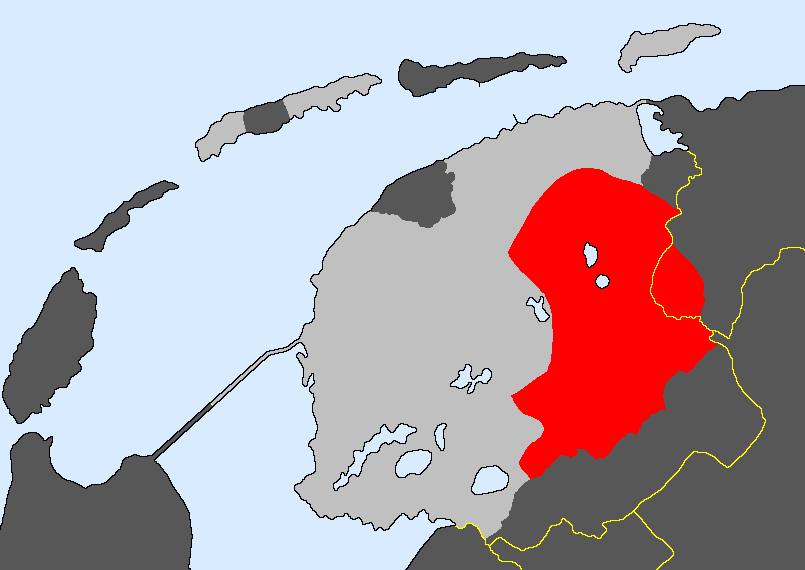
Положение диалекта воуденфриск в ареале западнофризского языка.

Воуденфриск (з.-фриз. Wâldfrysk, нидерл. Woudfries) — один из четырёх основных диалектов западнофризского языка. На нём говорят в регионе Фриске Воден, восточной части провинции Фрисландия, примерно между городом Доккюм на севере, городом Леуварден и национальным парком Де-Оде-Фиэнен на западе и регионом Стеллингвервен на юге. На востоке он ограничен провинциальными границами с Гронингеном и Дренте, за исключением участка на юге, где область распространения диалекта переходит через границу провинции Гронинген в треугольнике между деревнями Марюм, Де-Вильп и Опенде. Воуденфриск (буквально  «лесной  фризский», от з.-фриз. Wâld, нидерл. Woud — лес) обязан своим названием области своего распространения, где леса перемежаются с лугами и полями. Согласно оценке, основанной на данных за 2004 год, приблизительно 157000 человек говорят на этом диалекте в провинции Фрисландия и в прилегающем гронингенском треугольнике Марюм — Де-Вильп — Опенде. Сколько фризов говорят на воуденфриск за пределами этой области, неясно.

## Различия с клайфриск
Различия между воуденфриск и клайфриск, другим основным западнофризским диалектом, настолько малы, что в этом контексте слово «диалекты» на самом деле является преувеличением; можно было бы говорить о «языковых вариантах». Тем не менее, есть некоторые, по крайней мере для фризов, разительные различия как в фонологическом, так и в лексическом аспектах.

### Фонологические различия
По общепринятому мнению, наиболее известное различие между воуденфриск и клайфриск составляют слова «my», «dy», «hy», «sy», «wy» и «by», которые произносятся в воуденфриск как [i]. В клайфриск, однако, эти слова произносятся с [ɛi̭]. Кроме того, существует почти такое же известное различие в произношении дифтонгов «ei», «ai» и «aai». В воуденфриск, как и в нидерландском, они произносятся как [ɛi̭], [ai̭] и [a:i̭] соответственно. Однако в клайфриск «ai» произносится как короткий [ɔi̭], как в немецком слове Leute, а «ei» и «aai» воспроизводятся как более долгий вариант [ɔ:i̭], который в западнофризском можно записать как «ôi». Другими словами, в воуденфриск нет разницы в произношении между «ei» и «ij», в то время как в клайфриск нет разницы в произношении между «ei» и «aai».
Другие, менее известные звуковые различия включают в себя:
| Воуденфриск | Клайфриск |
| ----------- | --------- |
| dû          | do        |
| prûm        | prom      |
| tûme        | tomme     |
| nêken       | neaken    |
| krêkje      | kreakje   |
| wêk         | weak      |
| gjers       | gers      |
| kjers       | kers      |
| kjel        | kel       |

В стандартном западнофризском языке, который допускает значительные различия, обе формы обычно допускаются.

### Лексические различия
Существует только девятнадцать лексических различий между воуденфриск и клайфриск. Примеры включают в себя:
| Воуденфриск          | Клайфриск      |
| -------------------- | -------------- |
| saterdei             | sneon          |
| mychammel mychhimmel | eamel eamelder |
| flij                 | flues          |
| riuwe                | harke          |
| mot                  | sûch           |